# Klaus Schrodt

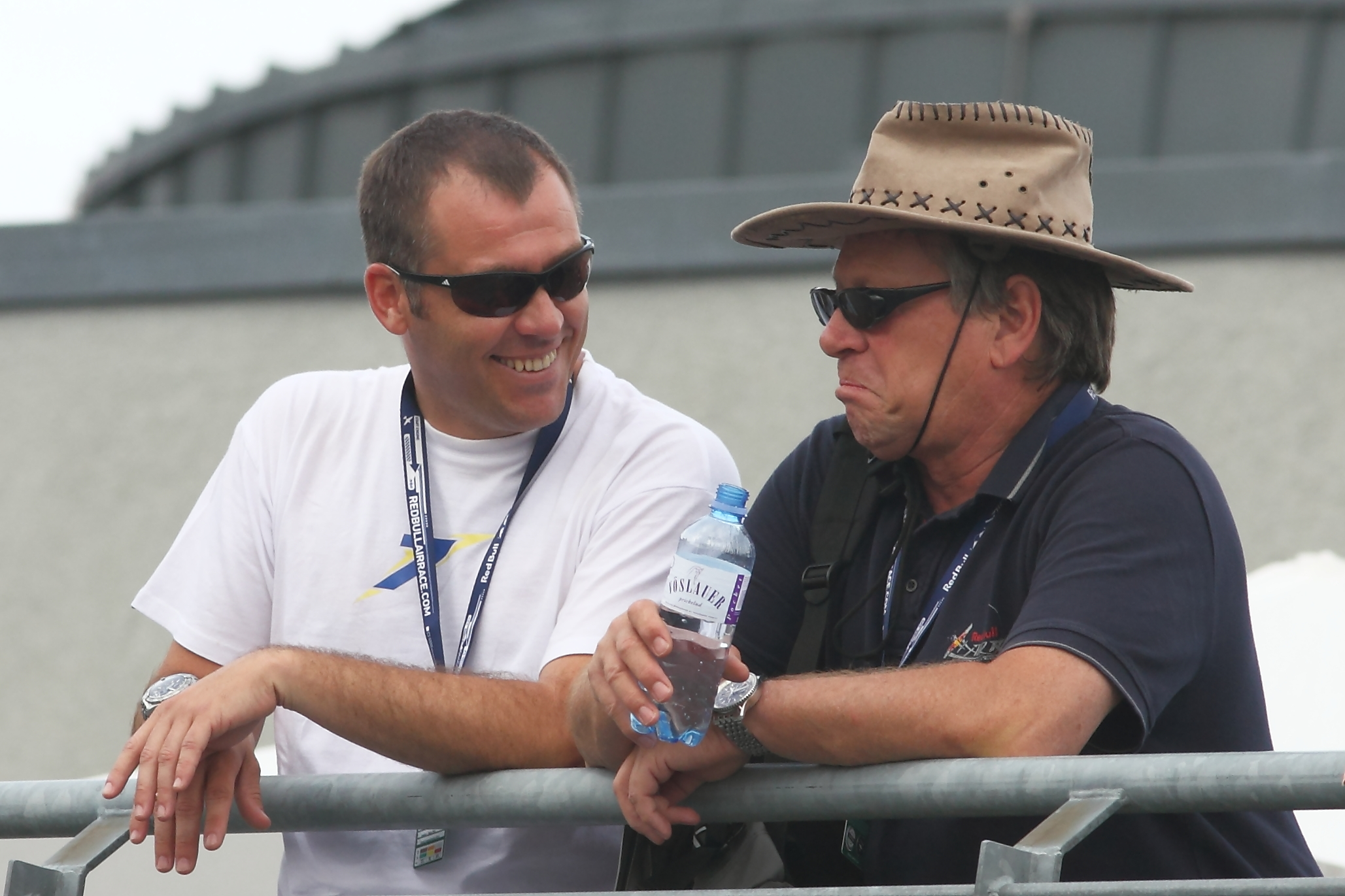
Adilson Kindlemann en Klaus Schroth bij de Red Bull Air Race Eurospeedway in Lausitz

Klaus Schrodt (Dieburg, 14 september 1946) is een Duits piloot en een voormalig Red Bull Air Race World Series-piloot. Voordat hij hierin ging vliegen, was hij een piloot in persoonsvliegtuigen en een zeiler.
Vanuit zijn passie voor zeilen, die in zijn jeugd ontstond, ontwikkelde Schrodt een sterke belangstelling voor vliegen, waarbij hij dertig kilometer per dag reisde om hangars schoon te maken in ruil voor tien minuten vliegles. Nadat hij op de vliegschool zijn opleiding voltooid had, werd hij op 19-jarige leeftijd piloot voor Lufthansa; Schrodt stopte hiermee in 2002 om zich geheel te wijden aan het kunstvliegen. Schrodts vliegcarrière bestaat uit onder andere het vijfmaal winnen van het Duitse kunstvliegkampioenschap, het winnen van de freestyle-wereldkampioenschap kunstvliegen in 2001 en 2005, en het winnen van de freestyle Europees kampioenschap kunstvliegen in 2002 en 2004. Schrodt heeft in meer dan honderd vliegtuigen gevlogen en heeft ruim 22.000 vlieguren op zijn naam staan.
Zijn belangstelling voor zeilen leidde ook tot het oversteken van de Atlantische Oceaan in drie verschillende solozeiltochten, met de eerste in 1976.